# Shizukaze & Kizuna
Shizukaze & Kizuna (しず風 & 絆 ~KIZUNA~) est un groupe de musique féminin formé en mars 2011 et dissous en septembre 2015, composé de six idoles japonaises (dont deux sœurs, Fuka Tachibana et Misora Tachibana), produites par l'agence Versus Production.

## Histoire
Comme son nom l’indique, il s'agit une collaboration entre les deux groupes d’idoles Shizukaze (しず風) et Kizuna (絆) créés respectivement en 2009 et 2010. Les jeunes filles sont originaires de Nagoya dans la préfecture d'Aichi.
Le duo Shizukaze sort deux singles indépendants en 2009 et 2011 avant de fusionner avec le quartor Kizuna en novembre 2011.
Shizukaze & Kizuna est le troisième groupe à signer un contrat avec le label T-Palette Records en novembre 2011, après Vanilla Beans et Negicco.
Peu après, pour se faire mieux connaître, le groupe d’idoles se produit régulièrement en concert dans les salles de Tokyo et Nagoya.
Le groupe sort en novembre 2013 son tout premier EP Majiware après une série de singles sortis.
Le groupe ne sort en 2014 qu'un seul disque Wonder Parade en juillet, ce qui s'avère être le dernier disque du groupe avec ses six membres.
Mais la carrière du groupe s'achève la même année car la leader Haruko Mizuno quitte le groupe d’idoles et son agence en mai 2015 en raison de problèmes de santé et se retire désormais de l’industrie du divertissement ; en conséquence, les 5 autres membres du groupe ont eu une discussion avec leur agent et annonce finalement le même mois leur remise de diplôme au cours de l’été 2015. Ceci marque alors la fin des activités du groupe d’idoles. Après avoir passé six ans ensemble, chaque membre annonce désormais suivre son propre chemin et poursuivre d'autres activités après cette dissolution.
Le groupe sort un dernier single en indépendant en août 2015 avec les cinq membres restants.
Le dernier concert du groupe a lieu à Tokyo le 23 septembre 2015.

## Membres du groupe
Shizukaze
- Shizuku Mano (真野しずく)
- Fuka Tachibana (立花風香)

Kizuna
- Miu Shiratori (白鳥美海)
- Misora Tachibana (立花美空)
- Hakuro Mizuno (水野晴子) (leader)
- Mio Sakurayama (桜山澪)

## Discographie

### Albums
Mini-album

### Singles
Shizukaze
Shizukaze & Kizuna